# Leptobrachium smithi
Espèce
Statut de conservation UICN

 LC  : Préoccupation mineure
Leptobrachium smithi est une espèce d'amphibiens de la famille des Megophryidae.

## Répartition
Cette espèce est endémique de l'Asie du Sud-Est. Elle se rencontre :
- dans le sud de la Birmanie ;
- au Laos dans les provinces de Sayaboury et de Vientiane ;
- dans le sud de la Thaïlande.

## Étymologie
Cette espèce est nommée en l'honneur de Malcolm Arthur Smith.

## Publication originale
- Matsui, Nabhitabhata & Panha, 1999 : On Leptobrachium from Thailand with a description of a new species (Anura: Pelobatidae). Japanese Journal of Herpetology, vol. 18, no 1, p. 19-29 (texte intégral).